# Kanton La Crau
Kanton La Crau (fr. Canton de la Crau) je francouzský kanton v departementu Var v regionu Provence-Alpes-Côte d'Azur. Tvoří ho čtyři obce.

## Obce kantonu
- Carqueiranne
- Hyères (část)
- La Crau
- La Londe-les-Maures